# Eurovision Song Contest 2026
|  | Denne artikel beskriver en fremtidig begivenhed Denne artikel eller sektion handler om planlagt eller forventet fremtidig begivenhed. Der kan forekomme spekulativ information, og indholdet kan ændres dramatisk når begivenheden nærmer sig og mere information bliver tilgængelig. |

Eurovision Song Contest 2026 bliver den 70. udgave af Eurovision Song Contest. Konkurrencen vil blive organiseret af European Broadcasting Union (EBU) og forventes at blive afholdt i Østrig, da landet vandt Eurovision Song Contest 2025.
Konkurrencen forventes at finde sted i maj 2026.

## Lokation
Det vil være tredje gang, at Østrig forventes at afholde Eurovision Song Contest. Tidligere har landet afholdt showet i Wien i både 1967 og 2015.
Den 18. maj 2025 kom det frem, at Wiens borgmester, Michael Ludwig, at byen er klar til at afholde konkurrencen. Samme dag bekræftede Innsbruck og Wels, at de også er klar til at afholde konkurrencen.
Borgmesteren for Graz, Elke Kahr, ser også gerne byen som vært for konkurrencen i 2026 med Stadthalle Graz som en mulig arena. Ligeledes har Oberwart også udtrykt et ønske om at afholde konkurrencen.
Feltet er skåret ned til 2 byer enten bliver det Innsbruck eller Wien der får værtsskabet.
Følgende byer ønsker at afholde den 70. udgave af konkurrencen:
| By           | Arena                     | Noter | Ref.                |
| ------------ | ------------------------- | --- | ------------------- |
| Ebreichsdorf | Comer City                | Kan rumme op til 20.000 gæster | [ 7 ]               |
| Graz         | Schwarzl Freizeit Zentrum | Schwarzl Freizeitzentrum ligger tæt på Schwarzlsee. Området tilbyder sports- og fritidsaktiviteter. Ligger syv kilometer fra Graz.                                                                   | [ 8 ] [ 9 ]         |
| Graz         | Stadthalle Graz           | Støttet af SPÖ. Borgmester Elke Kahr bemærkede, at beslutningen kommer an på financiel og politisk opbakning.                                                                                        | [ 4 ] [ 10 ]        |
| Innsbruck    | Olympiahalle              | Kan rumme 12.000 tilskuere | [ 11 ]              |
| Linz og Wels | Messe Wels                | Fælles bud mellem begge byer. En ny arena planlægges at stå klar inden marts 2026 skulle byerne blive valgt. Hallen ville ligge i Wels, men Linz ville stå for indkvartering og kulturelle aspekter. | [ 12 ]              |
| Oberwart     | Messe Oberwart            | — | [ 5 ]               |
| St. Pölten   | VAZ St. Pölten            | Et kongres- og messecenter bestående af fire haller. | [ 13 ]              |
| Wien         | Wiener Stadthalle         | Arenaen for Eurovision Song Contest 2015. Afholder også årligt en tennisturning og andre begivenheder i løbet af året. Kan rumme op til 16.000 tilskuere.                                            | [ 1 ] [ 14 ] [ 15 ] |

## Deltagende lande
Dette er den foreløbige liste med de lande, der har udtrykt ønske om at deltage i dette års Eurovision Song Contest. Listen vil løbende blive opdateret med deltagende lande, repræsentanter, sange og tidspunkter på, hvornår disse forventes at blive valgt eller offentliggjort.
Alle aktive EBU-medlemmer har fået en invitation om deltagelse.
Disse lande har offentligt bekræftet, at de ønsker at deltage:
| Land           | Kunstner             | Sang                 | Sprog                | Oversættelse         |
| -------------- | -------------------- | -------------------- | -------------------- | -------------------- |
| Albanien       | TBD decembeer 2025   | TBD decembeer 2025   | TBD decembeer 2025   | TBD decembeer 2025   |
| Cypern         |                      |                      |                      |                      |
| Danmark        | TBD 14. februar 2026 | TBD 14. februar 2026 | TBD 14. februar 2026 | TBD 14. februar 2026 |
| Finland        | TBD 28. februar 2026 | TBD 28. februar 2026 | TBD 28. februar 2026 | TBD 28. februar 2026 |
| Grækenland     |                      |                      |                      |                      |
| Holland        |                      |                      |                      |                      |
| Israel         |                      |                      |                      |                      |
| Letland        | TBD 14. februar 2026 | TBD 14. februar 2026 | TBD 14. februar 2026 | TBD 14. februar 2026 |
| Litauen        |                      |                      |                      |                      |
| Luxembourg     | TBD 24. januar 2026  | TBD 24. januar 2026  | TBD 24. januar 2026  | TBD 24. januar 2026  |
| Malta          |                      |                      |                      |                      |
| Norge          |                      |                      |                      |                      |
| Schweiz        |                      |                      |                      |                      |
| Serbien        |                      |                      |                      |                      |
| Spanien        | TBD 14. februar 2026 | TBD 14. februar 2026 | TBD 14. februar 2026 | TBD 14. februar 2026 |
| Storbritannien |                      |                      |                      |                      |
| Sverige        |                      |                      |                      |                      |
| Tyskland       |                      |                      |                      |                      |
| Østrig         | TBD februar 2026     | TBD februar 2026     | TBD februar 2026     | TBD februar 2026     |